# Садырбай (Акмолинская область)
Садырбай (каз. Садырбай) — село в Коргалжынском районе Акмолинской области Казахстана. Входит в состав Арыктинского сельского округа. Код КАТО — 116035400.

## География
Село расположено в восточной части района между двух озёр — Жанибекшалкар и Уялышалкар, на расстоянии примерно 22 километров (по прямой) к востоку от административного центра района — села Коргалжын, в 16 километрах к западу от административного центра сельского округа — села Арыкты.
Абсолютная высота — 336 метров над уровнем моря.
Климат холодно-умеренный, с хорошей влажностью. Среднегодовая температура воздуха положительная и составляет около 4,5°С. Среднемесячная температура воздуха в июле достигает +21,0°С. Среднемесячная температура января составляет около -14,0°С. Среднегодовое количество осадков составляет около 375 мм. Основная часть осадков выпадает в период с июня по июль.
Ближайшие населённые пункты: село Уялы — на севере, село Арыкты — на востоке, село Коргалжын — на западе.
Южнее села проходит автодорога областного значения — КС-16 «Коргалжын — Арыкты — Сабынды».

### Улицы[3]
- ул. Абая Кунанбаева.

## Население
В 1989 году население села составляло 215 человек (из них казахи — 100%).

В 1999 году население села составляло 114 человек (51 мужчина и 63 женщины). По данным переписи 2009 года, в селе проживало 60 человек (29 мужчин и 31 женщина).
| Численность населения | Численность населения | Численность населения |
| 1989                  | 1999                  | 2009                  |
| --------------------- | --------------------- | --------------------- |
| 215                   | ↘114                  | ↘60                   |

## Инфраструктура
В селе есть начальная школа.